# Alex Danson
Pour les articles homonymes, voir Danson.
Alexandra Mary Danson (née le 21 mai 1985 à Southampton (Angleterre)) est une joueuse de hockey sur gazon britannique, membre de l'équipe de Grande-Bretagne de hockey sur gazon féminin. 
Avec la Grande-Bretagne, elle est médaillée de bronze aux Jeux olympiques d'été de 2012 à Londres avant d'être sacrée championne olympique en 2016 à Rio de Janeiro.